# Serie A2 2011-2012 (rugby a 15)
La serie A2 2011-12 fu il quinto campionato intermedio tra la seconda e la terza divisione di rugby a 15 in Italia.
Si tenne dal 2 ottobre 2011 al 13 maggio 2012 tra 12 squadre a girone unico, e le sue due prime classificate parteciparono serie A1 della stagione successiva, mentre solo la prima classificata fu ammessa ai play-off promozione in Eccellenza della contemporanea edizione di serie A1.
Rispetto ai risultati conseguiti sul campo intervennero le seguenti variazioni, preliminarmente all'avvio del campionato: 
- a seguito dell'esclusione dalla serie A1 2011-12 del Veneziamestre e del ripescaggio in Eccellenza 2011-12 del San Gregorio, salirono dalla serie A2 alla serie A1 il Grande Milano e il Lyons[1];
- il Riviera rinunciò al campionato[2];
- per rimpiazzare i tre posti rimasti liberi dopo tali uscite, Amatori Capoterra e Capitolina (migliori sconfitte ai play-off promozione di serie B 2010-11 e Gladiatori Sanniti (decima in serie A1 2011-12) furono ripescate[1].

A vincere il campionato fu la Capitolina, che acquisì il diritto ai play-off promozione in Eccellenza, mentre a salire in A1 con la squadra di Roma fu il Romagna; in B scesero direttamente Rugby Milano e Gladiatori Sanniti, mentre Avezzano e Paese andarono ai play-out.

## Squadre partecipanti
| Club               | Sponsor                      | Città                 | Impianto interno                 |
| ------------------ | ---------------------------- | --------------------- | -------------------------------- |
| Amatori Alghero    |                              | Alghero               | Stadio Maria Pia                 |
| Amatori Capoterra  |                              | Capoterra             | Stadio Comunale                  |
| Amatori Catania    |                              | Catania               | Stadio Goretti                   |
| Avezzano           | Auto Sonia (vendita veicoli) | Avezzano              | Stadio del Rugby                 |
| Badia              |                              | Badia Polesine        | Nuovi impianti sportivi comunali |
| Capitolina         |                              | Roma                  | Campo dell'Unione                |
| Gladiatori Sanniti |                              | Benevento             | Stadio Pacevecchia               |
| Rugby Milano       |                              | Milano                | Stadio Giuriati                  |
| Paese              | Gruppo Padana                | Paese                 | Stadio Visentin                  |
| Romagna            |                              | Cesena                | Stadio del Rugby                 |
| Roccia Rubano      |                              | Rubano                | Impianti sportivi via Borromeo   |
| Valpolicella       |                              | San Pietro in Cariano | Campo sportivo comunale          |

## Formula
Il campionato si tenne a girone unico; a essere interessati ai play-off e ai play-out furono la prima, la nona e la decima classificata, mentre le ultime due classificate di A2 retrocedettero direttamente in serie B.
- la prima classificata entrò nei play-off promozione come quarta del seeding dopo le prime tre classificate di serie A1 e fu abbinata in semifinale alla prima classificata della serie A1;
- le prime due classificate furono ammesse alla serie A1 della stagione successiva;
- la nona e la decima della serie A2 furono abbinate, nei play-out salvezza, rispettivamente alla dodicesima e all'undicesima di serie A1: ciascuna delle due perdenti del doppio confronto sarebbe stata retrocessa in serie B, le vincenti sarebbero rimaste in serie A2[4].

## Stagione regolare
| 2-10-2001  | 1ª/12ª giornata                  | 15-1-2012 |
| ---------- | -------------------------------- | --------- |
| 20-20      | Romagna - Am. Catania            | 25-3      |
| 22-9       | Roccia - Alghero                 | 17-21     |
| 27-13      | Capitolina - Valpolicella        | 11-11     |
| 44-19      | Am. Capoterra - Badia            | 15-20     |
| 16-23      | Gladiatori Sanniti - Avezzano    | 13-41     |
| 46-18      | Paese - Milano                   | 12-8      |
|            |                                  |           |
| 23-10-2011 | 4ª/15ª giornata                  | 19-2-2012 |
| 20-7       | Badia - Am. Catania              | 9-15      |
| 23-10      | Alghero - Capitolina             | 10-28     |
| 19-20      | Valpolicella - Paese             | 17-10     |
| 15-10      | Avezzano - Romagna               | 11 mar.   |
| 9-26       | Gladiatori Sanniti - Roccia      | 6-29      |
| 16-17      | Milano - Am. Capoterra           | 0-24      |
|            |                                  |           |
| 20-11-2011 | 7ª/18ª giornata                  | 1-4-2012  |
| 39-3       | Am. Catania - Gladiatori Sanniti | 18-11     |
| 29-14      | Romagna - Alghero                | 17-26     |
| 16-13      | Avezzano - Valpolicella          | 25-26     |
| 34-6       | Badia - Milano                   | 25-24     |
| 15-16      | Am. Capoterra - Roccia           | 23-25     |
| 22-36      | Paese - Capitolina               | 17-38     |
|            |                                  |           |
| 18-12-2011 | 10ª/21ª giornata                 | 6-5-2012  |
| 23-21      | Avezzano - Am. Catania           | 6-15      |
| 16-15      | Alghero - Valpolicella           | 6-18      |
| 15-5       | Romagna - Badia                  | 18-24     |
| 18-18      | Roccia - Capitolina              | 9-12      |
| 19-15      | Gladiatori Sanniti - Milano      | 12-21     |
| 20-15      | Paese - Am. Capoterra            | 13-26     |

| 9-10-2011  | 2ª/13ª giornata                    | 22-1-2012 |
| ---------- | ---------------------------------- | --------- |
| 13-18      | Am. Catania - Capitolina           | 6-6       |
| 29-6       | Alghero - Gladiatori Sanniti       | 30-11     |
| 13-17      | Valpolicella - Am. Capoterra       | 21-21     |
| 32-25      | Badia - Paese                      | 16-20     |
| 17-14      | Avezzano - Roccia                  | 19-20     |
| 10-22      | Milano - Romagna                   | 3-29      |
|            |                                    |           |
| 30-10-2011 | 5ª/16ª giornata                    | 4-3-2012  |
| 26-20      | Am. Catania - Alghero              | 28-26     |
| 16-16      | Badia - Valpolicella               | 16-20     |
| 21-6       | Am. Capoterra - Avezzano           | 14-39     |
| 18-18      | Romagna - Roccia                   | 24-21     |
| 46-16      | Capitolina - Milano                | 14-14     |
| 53-18      | Paese - Gladiatori Sanniti         | 28-18     |
|            |                                    |           |
| 27-11-2011 | 8ª/19ª giornata                    | 22-4-2012 |
| 27-7       | Roccia - Am. Catania               | 10-17     |
| 23-16      | Alghero - Badia                    | 14-30     |
| 13-19      | Milano - Valpolicella              | 14-31     |
| 50-5       | Paese - Avezzano                   | 31-28     |
| 17-6       | Capitolina - Romagna               | 17-8      |
| 19-26      | Gladiatori Sanniti - Am. Capoterra | 0-47      |
|            |                                    |           |
| 8-1-2011   | 11ª/22ª giornata                   | 13-5-2012 |
| 18-12      | Am. Catania - Paese                | 19-15     |
| 16-20      | Milano - Alghero                   | 40-22     |
| 28-18      | Valpolicella - Roccia              | 12-12     |
| 14-13      | Badia - Avezzano                   | 12-32     |
| 18-22      | Am. Capoterra - Romagna            | 0-20      |
| 31-3       | Capitolina - Gladiatori Sanniti    | 33-10     |

| 16-10-2011 | 3ª/14ª giornata                   | 29-1-2012 |
| ---------- | --------------------------------- | --------- |
| 25-23      | Am. Capoterra - Am. Catania       | 8-13      |
| 28-25      | Paese - Alghero                   | 11-38     |
| 17-18      | Romagna - Valpolicella            | 37-27     |
| 28-23      | Gladiatori - Badia                | 12-33     |
| 20-20      | Capitolina - Avezzano             | 21-24     |
| 60-7       | Roccia - Milano                   | 24-21     |
|            |                                   |           |
| 13-11-2011 | 6ª/17ª giornata                   | 25-3-2012 |
| 19-6       | Valpolicella - Am. Catania        | 3-18      |
| 25-17      | Alghero - Am. Capoterra           | 19-22     |
| 22-7       | Capitolina - Badia                | 3-16      |
| 19-8       | Milano - Avezzano                 | 10-16     |
| 25-3       | Roccia - Paese                    | 24-8      |
| 16-29      | Gladiatori Sanniti - Romagna      | 26-59     |
|            |                                   |           |
| 11-12-2011 | 9ª/20ª giornata                   | 29-4-2012 |
| 23-17      | Am. Catania - Milano              | 33-9      |
| 10-16      | Avezzano - Alghero                | 25-25     |
| 36-18      | Valpolicella - Gladiatori Sanniti | 37-18     |
| 19-17      | Badia - Roccia                    | 13-19     |
| 19-7       | Romagna - Paese                   | 48-34     |
| 10-10      | Am. Capoterra - Capitolina        | 5-63      |

### Classifica
|  |     | Squadra            | G  | V  | N | P  | PF  | PS  | P±   | B  | Pen | Pt |
|  | --- | ------------------ | -- | -- | - | -- | --- | --- | ---- | -- | --- | -- |
|  | 1.  | Capitolina         | 22 | 13 | 6 | 3  | 501 | 281 | 220  | 7  | 0   | 71 |
|  | 2.  | Romagna            | 22 | 13 | 2 | 7  | 530 | 354 | 176  | 11 | 0   | 67 |
|  | 3.  | Roccia Rubano      | 22 | 13 | 3 | 6  | 474 | 323 | 151  | 7  | 0   | 65 |
|  | 4.  | Amatori Capoterra  | 22 | 11 | 2 | 9  | 455 | 397 | 58   | 13 | 0   | 61 |
|  | 5.  | Badia              | 22 | 12 | 1 | 9  | 423 | 404 | 19   | 11 | 0   | 61 |
|  | 6.  | Amatori Catania    | 22 | 12 | 2 | 8  | 386 | 334 | 52   | 7  | 0   | 59 |
|  | 7.  | Valpolicella       | 22 | 10 | 4 | 8  | 428 | 376 | 52   | 10 | 0   | 58 |
|  | 8.  | Amatori Alghero    | 22 | 13 | 1 | 8  | 477 | 422 | 55   | 5  | 4   | 55 |
|  | 9.  | Avezzano           | 22 | 9  | 2 | 11 | 398 | 467 | −69  | 9  | 0   | 49 |
|  | 10. | Paese              | 22 | 9  | 0 | 13 | 475 | 520 | −45  | 8  | 0   | 44 |
|  | 11. | Rugby Milano       | 22 | 2  | 1 | 19 | 299 | 574 | −275 | 10 | 0   | 20 |
|  | 12. | Gladiatori Sanniti | 22 | 3  | 0 | 19 | 302 | 696 | −394 | 5  | 4   | 13 |

## Verdetti
- Capitolina e Romagna: promosse in serie A1 2012-13
- Rugby Milano e Gladiatori Sanniti: retrocesse direttamente in serie B 2012-13